# Mieczysław Bukowiecki

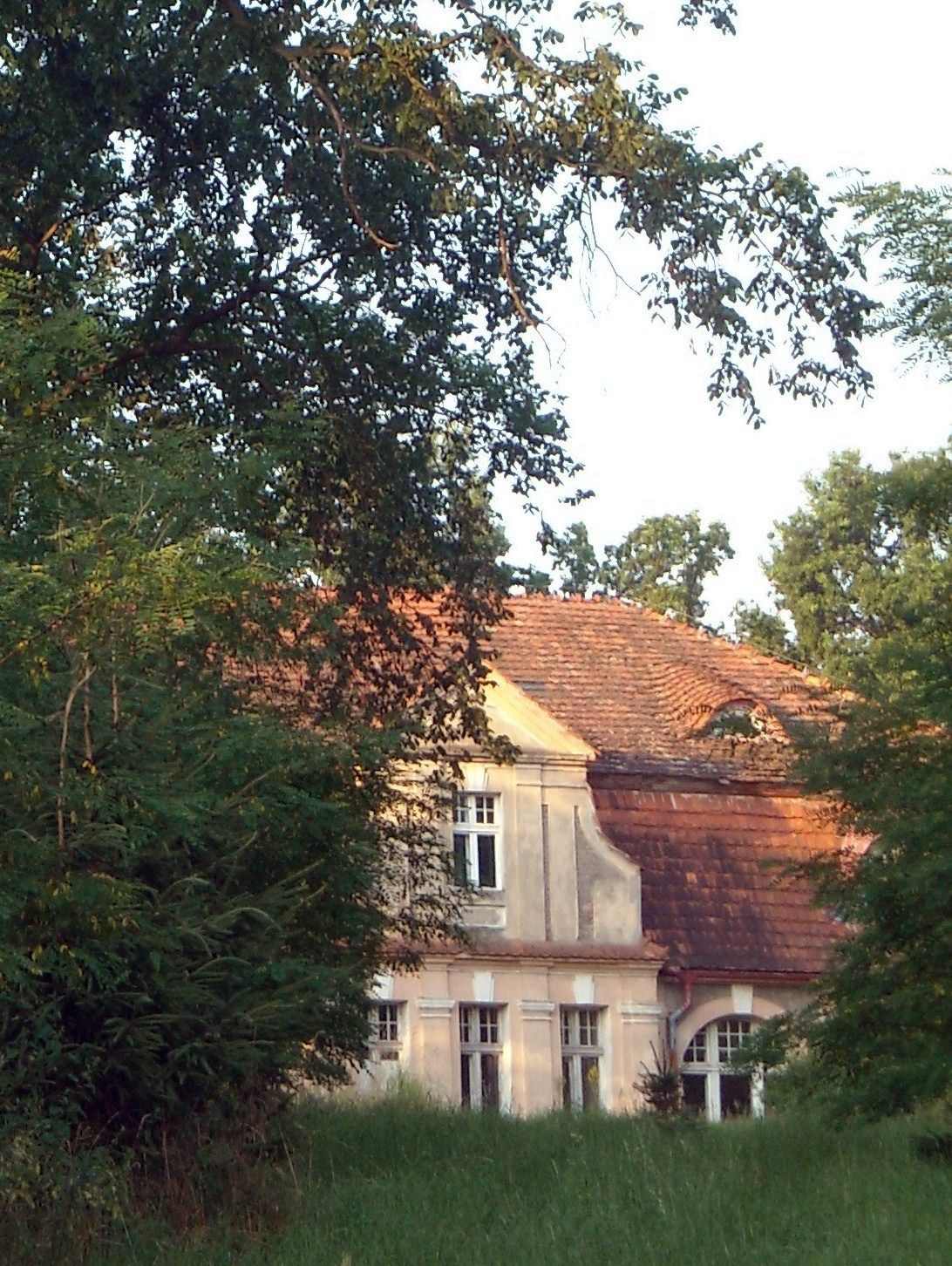
Pałac w Cichowie

Mieczysław Bukowiecki (ur. 20 września 1869 w Mszczyczynie, powiat śremski, zm. 18 grudnia 1931 w Cichowie) – tytularny generał brygady Wojska Polskiego, uczestnik I wojny światowej oraz walk o niepodległość Polski z bolszewikami, kawaler Orderu Virtuti Militari.

## Życiorys
Po ukończeniu gimnazjum w Poznaniu studiował w Akademii Rolniczej w Bernie. W 1894 odbył jednoroczną służbę wojskową w niemieckim 20 pułku artylerii polowej w Poznaniu. W 1898 nabył majątek Cichowo. W 1908 wybudował w nim neobarokowy pałac. Dwa lata później zawarł związek małżeński z Aleksandrą Jadwigą Dzierżykraj-Morawską, siostrą Witolda. Działał w kółkach rolniczych oraz Towarzystwie Robotników Chrześcijańskich.
W 1914 został zmobilizowany do armii niemieckiej. Walczył na froncie rosyjskim. W 1916 pełnił służbę okupacyjną w Płocku. Od lipca 1917 był adiutantem niemieckiego przedstawiciela przy austro-węgierskim Generalnym Gubernatorstwie w Lublinie. Utrzymywał sekretne kontakty z Legionami Polskimi oraz Polską Organizacją Wojskową. W 1918 po demobilizacji razem z żoną włączył się w nurt przygotowań do powstania wielkopolskiego.
11 stycznia 1919 przyjęty do Wojska Polskiego w stopniu porucznika i przydzielony do Oddziału III Sztabu Generalnego WP. 10 marca 1919 został oficerem ordynansowym, a w czerwcu szefem Sztabu Grupy Wielkopolskiej oraz szefem sztabu 1 Dywizji Strzelców Wielkopolskich. W 1921 został szefem Oddziału Va (Personalnego) Biura Ścisłej Rady Wojennej. Słuchacz kursu doszkolenia w Wyższej Szkole Wojennej w Warszawie. Z dniem 1 października 1923 w stopniu podpułkownika Sztabu Generalnego przeniesiony w stan nieczynny na okres jednego roku bez prawa do poborów. 15 września 1924 został powołany do służby czynnej i mianowany komendantem Obozu Warownego „Poznań”. 31 października 1925 przeniesiony do kadry oficerów artylerii przy Departamencie II Artylerii Ministerstwa Spraw Wojskowych i przydzielony do Komendy Miasta Poznań.
7 lipca 1926 Prezydent RP nadał mu z dniem 30 września 1926 stopień generała brygady, wyłącznie z prawem do tytułu.
Z dniem 30 września 1926 przeniesiony został w stan spoczynku. Ostatnie lata życia spędził w majątku Cichowo, gdzie zmarł 18 grudnia 1931.

## Rodzina
Był synem Juliana Bukowieckiego (1833–1896) i Natalii Wysogota-Zakrzewskiej (1838–1888).
W 1910 zawarł związek małżeński z Aleksandrą Jadwigą Dzierżykraj-Morawską, urodzoną 8 grudnia 1890 w Oporowie, zmarłą 9 kwietnia 1940, siostrą Witolda Dzierżykraj-Morawskiego. Miał sześcioro dzieci:
- August (1911–1940)
- Ignacy (1912–1939), podporucznik, poległ w kampanii wrześniowej
- Leon (1916–2005), żonaty z Haliną Marią Lubowiecką (1919–1991)
- Jadwiga Bukowiecka (1919–1993), zamężna z André Castagné, żołnierz AK, uczestniczka powstania warszawskiego
- Natalia Bukowiecka (ur. 1923), zamężna z Leonem Kruszona, zmarła 10 października 1968[8]
- Julian (ur. 1928-2016), żonaty z Renatą Elianowską, podoficer zawodowy LWP

Rodzeństwo:
- Halina Bukowiecka (1862–1943)
- Wanda Bukowiecka (1863–1892)
- Bogumiła Bukowiecka (ur. 1865)
- Jadwiga Bukowiecka (1865–1942)
- August (ur. 1871)

## Awanse
- podporucznik – grudzień 1914
- porucznik
- kapitan
- major
- podpułkownik – 11 czerwca 1920 zatwierdzony z dniem 1 kwietnia 1920, w artylerii, w grupie oficerów byłej armii niemieckiej[9]
- pułkownik – 3 maja 1922 zweryfikowany ze starszeństwem z dniem 1 czerwca 1919 i 29. lokatą w korpusie oficerów artylerii[10]
- generał brygady – 7 lipca 1926 z dniem 30 września 1926, wyłącznie z prawem do tytułu

## Ordery i odznaczenia
- Krzyż Srebrny Orderu Wojskowego Virtuti Militari (1921)[11] za wybitne zasługi w pracy sztabowej oraz chwalebny udział w przygotowaniu i przeprowadzeniu zwycięskich bitew 14 Dywizji Piechoty Wielkopolskiej
- Krzyż Walecznych – dwukrotnie[12]

## Literatura dodatkowa
- Stefan Pomarański: Bukowiecki Mieczysław. W: Polski Słownik Biograficzny. T. 3: Brożek Jan – Chwalczewski Franciszek. Kraków: Polska Akademia Umiejętności – Skład Główny w Księgarniach Gebethnera i Wolffa, 1937, s. 118–119. Reprint: Zakład Narodowy im. Ossolińskich, Kraków 1989, ISBN 83-04-03291-0